# Transquillo
transquillo（トランスクイロ）は中川祐希（1975年3月10日）によるバイオリン・ユニット。いわゆる一人ユニットで、2000年に活動開始。transquilloという名称は2001年から使用。当初は「トランスクイッロ」としていたカナ表記だが、誤字が多いため2004年から「トランスクイロ」と改める。自身のエレキバイオリンを「サイバーバイオリン」と称し、基本的な音楽ジャンルはエレクトロニカ・ダンスミュージックである。NICOROとは中川祐希のネット上でのハンドルネームであり、バイオリニストとしての芸名にも使われることがある。
2007年9月1日発売の「sister of Troy」は人間に感染する架空のコンピュータウィルス「sister of Troy」をリスペクトしたアルバムである。

## 概要
大学時代に打ち込みとバイオリンのユニットの活動をしていたが卒業後解散、ソロ活動を始める2000年、ヘアショー出演時に「サイバーバイオリン」という名称で参加。2000年、2001年、鈴鹿8時間耐久ロードレース ヨシムラスズキに公式テーマ曲を提供。2001年、梅原孝太の加入によりツイン・バイオリンの形態のユニットになる。2005年、梅原孝太脱退でソロユニットとなる。
ライブではその都度メンバーを追加するユニット形態であり、ほぼレギュラーのように参加しているのはパーカッションのコルゲンぽん鈴木。他ギター、キーボード、マニピュレーター、DJがよく参加している。

## サイバーバイオリン
サイバーバイオリン（cyber violin）とは、トランスクイロが提唱する、エフェクターを使い効果音のような音を出すなどの演奏、また、電飾が施してある楽器自体をサイバーバイオリンと言う。
エレキバイオリンの枠にとらわれない、視覚、聴覚を刺激し演出効果を高める作用がある。コンピュータを使った打ち込み系エレクトロニカ・ダンスミュージックと一体になることにより、一層の効果を発揮することができる。

## ディスコグラフィー

### アルバム
1. Universal Design (2003年3月31日)
  1. Ouvertüre
  2. Glorious War
  3. Pavane
  4. What is Love? (feat. Cherubino Mix)
  5. AMORE DÄngeroUS
  6. Niccolò
  7. weep me
  8. AVe Mania
  9. The Heaven
  10. Winter Storm
  11. Neo Kanon
  12. Pavane (Frantic-241Remix / Nishii)
  13. What is Love? (Cry Violino Mix)
  14. Night Fever (BEE GEES)
2. sister of Troy (2007年9月1日)
  1. Leviathan
  2. Chain Pain your Gain
  3. Super Spreader
  4. Allegro
  5. Hyper Kanon
  6. Shining Time
  7. Das Schwarze Schwein -KUROBUTA-
  8. Pororoca
  9. Afternoon Glory
  10. TO-TE-TI-TE-TA
  11. Frozen Dawn
  12. tranquillo

### コンピレーション
1. WILD ARMS Music the Best -rocking heart- (2006年10月4日)
  1. (6) バトルフォース
  2. (9) あれれ？（ゼットのテーマ）
2. sister of Troy Alternative (2007年11月18日)
  1. sister of Troy
  2. Passion Island / NICORO
3. POISON PINK Complete SoundTrack [Soundtrack] (2008年3月26日)

### その他
1. 任天堂GAMECUBE用ゲーム
  1. Go!Go! Hypergrind / Atlus USA (2003年11月18日)
2. PlayStation 2用ゲーム
  1. POISON PINK ポイズン ピンク / フライト・プラン / バンプレスト (2008年2月14日)